# Karl Kuglmayer
Karl Kuglmayer, mariborski župan (Bürgermeister).

## Županovanje
Po odstopu prejšnjega župana Ivana Jurija Ferlinza so bile tri volitve župana leta 1810 neuspešne, ker nobeden od izvoljenih ni hotel prevzeti županskega mesta. Končno pa je izvoljeni Karl Kuglmayer leta 1810 prevzel mesto provizoričnega župana. 
V njegovem mandatu je bila v ospredju huda finančna stiska magistrata, ki je sovpadala še z državnim bankrotom (1811).  